# Zebra Images
Zebra Images est une société de communication et de production audiovisuelle créée en 2008 à Bruxelles par deux journalistes belges, Erik Silance et Philippe Brewaeys.

## Filmographie

### Reportages et documentaires
- « Libération conditionnelle », documentaire de 52 minutes, réalisation Erik Silance, coproduction Zebra Images, Be TV, RTL-TVI (2012)[3].
- « Affaires criminelles », documentaire de 52 minutes, réalisation Erik Silance, coproduction Zebra Images, Be TV, RTL-TVI (2011)[4].
- « A charge et à décharge », documentaire de 63 minutes, réalisation Erik Silance, coproduction Zebra Images, Be TV, RTL-TVI (2010)[5] ; Sélection officielle RIDM 2011.
- « Meurtre à Goma », reportage de 52 minutes, journaliste Philippe Brewaeys, réalisation Erik Silance, production Zebra Images (2010)[6].
- « Centre fermé », documentaire de 52 minutes, réalisation Erik Silance, coproduction Zebra Images, Be TV, RTL-TVI (2010)[7].
- « Exploits d'huissiers », documentaire de 49 minutes, réalisation Juan Carlos Yonte Montero, coproduction Zebra Images, Be TV, RTL-TVI (2009)[8].
- « Gardiens de prison », documentaire de 59 minutes, réalisation Erik Silance, coproduction Zebra Images, Be TV, RTL-TVI (2009)[9] ; Prix de la presse Dexia 2009.
- « Justice pour tous », documentaire de 52 minutes, réalisation Juan Carlos Yonte Montero et Erik Silance, coproduction Zebra Images, Be TV, RTL-TVI (2009)[10].
- « Justice Express », documentaire de 54 minutes, réalisation Erik Silance, coproduction Zebra Images, Be TV, RTL-TVI (2008)[11].

### Films industriels et institutionnels
- « Amarrage, aide à l'enfance », film de 6 minutes, réalisation Erik Silance, production Zebra Images pour Amarrage (2012)[3].
- « De la Wallonie d’hier, nous créons celle de demain », film de 13 minutes, réalisation Erik Silance et Philippe Brewaeys, production Zebra Images pour SPAQuE (2011)[3].
- « Ensemble, nous construisons l’avenir », film de 13 minutes, réalisation Erik Silance et Philippe Brewaeys, production Zebra Images pour GFI – Groupe Forrest International (2011)[3].
- « Mémoire pour l’avenir », film de 26 minutes, réalisation Philippe Brewaeys, production Zebra Images pour ECOLO (2010).
- « My name is… », série de docus-fictions de 6X10 minutes, réalisation Juan Carlos Yonte Montero et Erik Silance pour l’OIM - Organisation Internationale pour les Migrations (2010).
- « La banque du siècle », film de 26 minutes, réalisation Erik Silance et Philippe Brewaeys, production Zebra Images pour la BCDC - Banque Commerciale du Congo (2009)[3].
- « Le centre, c’est vous », film électoral de 3 minutes, réalisation Erik Silance, production Zebra Images pour le cdH – Centre Démocrate Humaniste (2009)[3].

## Récompenses et nominations
- Prix de la presse Dexia 2009 pour le documentaire "Gardiens de prison"[12].
- Bourse du Fonds pour le journalisme en 2010 pour le reportage "Meurtre à Goma".
- Sélection officielle aux Rencontres Internationales du Documentaire de Montréal 2011 pour le documentaire "A charge et à décharge"[13].